# РПГ-43

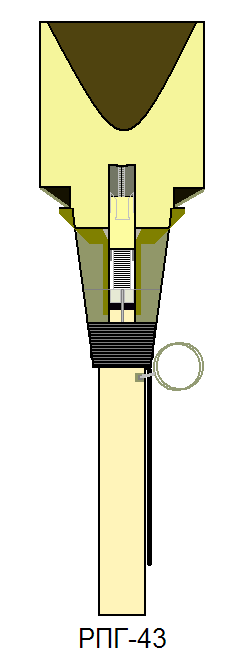
РПГ-43 в разрезе

РПГ-43 (Индекс ГАУ — 57-Г-731) — советская противотанковая граната Великой Отечественной войны.

## История
Разработка противотанковой кумулятивной гранаты конструктором ГСКБ-30 Н. П. Беляковым была начата в 1942 году и завершена в первых месяцах 1943 года, в апреле 1943 года она прошла полигонные и войсковые испытания и была принята на вооружение под наименованием РПГ-43, в дальнейшем было освоено её серийное производство.
К лету 1943 года гранаты РПГ-43 имелись в войсках в значительном количестве.
В сентябре 1943 года была создана и в октябре 1943 года — принята на вооружение РККА другая граната РПГ-6, но производство РПГ-43 продолжалось как вместе с РПГ-6, так и после прекращения выпуска последней в апреле 1945.
Граната использовалась Красной Армией до конца Второй мировой войны, а затем передавалась армиям дружественных СССР стран.
В ходе Корейской войны 1950-1953 гг. они использовались армией КНДР.

## Описание
Граната предназначена для поражения танков и других бронированных целей. Заряд имеет коническую форму для создания узконаправленного (кумулятивного) взрыва в направлении от ручки. В основании ручки, под коническим кожухом находится ленточный стабилизатор (парашют) из ткани. Он необходим для поддержания ориентации гранаты и, соответственно, направления взрыва перпендикулярно плоскости брони. Инерционно-пружинный ударник мгновенно производит подрыв. При взрыве образуется кумулятивная струя скоростью около 12 000-15 000 м/с. При этом давление струи достигает 100 000 кгс/см², чего при диаметре корпуса в 95 мм достаточно для пробивания 75-мм брони. Вскоре выяснилось, что детонацию лучше производить на расстоянии от цели, приблизительно равном диаметру корпуса. В результате была разработана граната РПГ-6 с обтекателем в виде полусферы впереди корпуса.
Граната РПГ-43 имеет корпус с плоским дном и конической крышкой. Под крышкой располагается жало и пружина запала. Инерционный запал, двухленточный стабилизатор и предохранительный механизм находятся в съемной рукоятке. При приведении гранаты в боевое положение необходимо снять рукоятку и вращением запала взрывателя поджать его пружину. Затем рукоятка вновь присоединяется и за кольцо выдергивается предохранительный шплинт. После броска гранаты от неё отделяется предохранительная планка, колпак стабилизатора сползает с рукоятки, вытягивая стабилизатор, при этом взводя запал.
- Бронепробиваемость — 75 мм[3]
- Максимальная дальность броска с земли 15-20 метров[3]
- Граната обычно метается на танк для попадания на башню или на двигатель.

## Тактика применения
В целом граната РПГ-43 была сложным оружием для эффективного использования. Для этого гранатометчику требовалось близко подобраться к вражескому танку, что зачастую было опасно. Несмотря на мощную боеголовку, для её применения следовало иметь определённый опыт, поскольку боевая часть представляла собой кумулятивный заряд и была эффективна только при попадании под углом, близким к 90°. Граната также должна была удариться с достаточной силой, чтобы сработал ударный взрыватель, иначе она просто отскакивала от брони.

## Страны-эксплуатанты
- СССР[2][3]
- ГДР — находились на вооружении ННА ГДР[6]
- КНДР — производство гранат РПГ-43 было освоено для вооружённых сил страны, но в дальнейшем их начали заменять гранатами РКГ-3[7]
- Польская Народная Республика — находилась на вооружении под названием RPG-43[8]
- Югославия — производились на заводе в городе Крагуевац под наименованием РПГ-43[9]